# 岐山街道
岐山街道，是中华人民共和国广东省汕头市金平区下辖的一个乡镇级行政单位。

## 行政区划
岐山街道下辖以下地区：
下岐社区、中宫社区、南楼社区、沟湖社区、寨头社区、大路社区、马西社区、陇头社区、西陇社区和岐山社区。